# Petru Leucă
Petru Leucă (n. 19 iulie 1990) este un fotbalist din Republica Moldova care evoluează la clubul Dacia Chișinău pe postul de atacant.
Pe 14 februarie 2015 el a debutat la echipa națională de fotbal a Moldovei, intrând la schimb în repriza secundă în locul lui Gheorghe Boghiu, într-o înfrângere cu 1–2 cu România într-un meci amical din Aksu, Antalya, Turcia.